# Wereldkampioenschappen skeleton 2021
De IBSF wereldkampioenschappen skeleton 2021 (officieel: BMW IBSF Bob- und Skeleton-Weltmeisterschaften 2021 presented by IDEAL Versicherung) werden gehouden van 11 tot en met 13 februari in Altenberg, Duitsland. Tegelijkertijd werden in Altenberg de wereldkampioenschappen bobsleeën afgewerkt.

## Algemeen
Er stonden drie onderdelen op het programma, de traditionele onderdelen mannen en vrouwen individueel en het onderdeel gemengdteam. Hierin kwamen per team een mannelijke en een vrouwelijke skeletonracer uit, die elk direct na elkaar een run afdaalden. Er gold een maximum van twee teams per land. Er namen 56 deelnemers uit 21 landen deel, waarvan 32 mannen uit zeventien landen en 24 vrouwen uit dertien landen. Tweeëntwintig van deze 56 namen deel in de teamwedstrijd. De Russische deelnemers kwamen deze editie officieel onder de vlag van de Russische Bob- & Skeleton Federatie (BFR) uit.
Mannen
Bij de mannen werd de titel geprolongeerd door de Duitser Christopher Grotheer, het was ook zijn tweede podiumplaats in dit kampioenschap. Op plaats twee stond de Rus Aleksandr Tretjakov die hiermee voor de zesde keer op het erepodium plaatsnam, in 2013 werd hij wereldkampioen, in 2011, 2015 en 2016 ook tweede en in 2009 derde. Alexander Gassner stond net als in 2020 weer op plaats drie, voor hem was het ook de tweede podiumplaats. De Belg Colin Freeling werd 30e. De in Nederland wonende en voor Ghana uitkomende Akwasi Frimpong werd 32e.
Vrouwen
Bij de vrouwen werd de titel geprolongeerd door de Duitse Tina Hermann, haar derde oprij en vierde in totaal, in 2016 behaalde ze de eerste. In 2017 eindigde ze als tweede. Haar landgenote en de wereldkampioene van 2017 Jacqueline Lölling eindigde net als in 2015 en 2019 als tweede. De derde plaats werd ingenomen door de Russin Jelena Nikitina, ook de plek die ze in 2016 bezette. De Belgische Kim Meylemans eindigde als negende, de Nederlandse Kimberley Bos -derde in dit wereldbekerseizoen- werd elfde.
Gemengdteam
Na het teamonderdeel, met elf deelnemende teams uit zeven landen, stonden alle zes individuele medaillewinnaars wederom op het erepodium. De beide Duitse wereldkampioenen werden dit ook op dit onderdeel. In 2015 en 2016 werd Hermann ook wereldkampioen in de landenwedstrijd (bobslee/skeleton),  Grotheer in 2019. Hermann werd daarnaast in 2017 nog tweede, Grotheer in 2015 en 2017. De titelverdedigers, het duo Lölling en Gassner, werden deze tweede editie van dit onderdeel tweede. Lölling was ook lid van winnende landenteam in 2017, Gassner behaalde in 2017 brons met een internationaalteam. Op plaats drie nam het Russische duo Nikitina en Tretjakov plaats. Zij werden in 2016 tweede met het landenteam en Tretjakov in 2015 ook nog derde. Het Belgische duo Meylemans / Freeling eindigde als elfde.

## Programma
| Onderdeel   | 11 februari | 12 februari | 13 februari |
| ----------- | ----------- | ----------- | ----------- |
| Mannen      | run 1 en 2  | run 3 en 4  |             |
| Vrouwen     | run 1 en 2  | run 3 en 4  |             |
| Gemengdteam |             |             | run 1 en 2  |

## Medailles
| Onderdeel   | Goud                                        | Zilver                                         | Brons                                       |  |
| ----------- | ------------------------------------------- | ---------------------------------------------- | ------------------------------------------- |  |
| Mannen      | Christopher Grotheer                        | Aleksandr Tretjakov                            | Alexander Gassner                           |  |
| Vrouwen     | Tina Hermann                                | Jacqueline Lölling                             | Jelena Nikitina                             |  |
| Gemengdteam | Duitsland Tina Hermann Christopher Grotheer | Duitsland Jacqueline Lölling Alexander Gassner | Rusland Jelena Nikitina Aleksandr Tretjakov |  |

### Medaillespiegel
| #      | Land      | Goud | Zilver | Brons | Totaal |
| ------ | --------- | ---- | ------ | ----- | ------ |
| 1      | Duitsland | 3    | 2      | 1     | 006    |
| 2      | Rusland   | 0    | 1      | 2     | 003    |
| Totaal | Totaal    | 3    | 3      | 3     | 9      |

## Uitslagen
| #                             | Naam                   | Land   | Tijd        |
| 4 runs                        | 4 runs                 | 4 runs | 4 runs      |
| ----------------------------- | ---------------------- | ------ | ----------- |
| Goud                          | Christopher Grotheer   | GER    | 3.46,31 min |
| Zilver                        | Aleksandr Tretjakov    | RUS    | +0,28 s     |
| Brons                         | Alexander Gassner      | GER    | +1,20 s     |
| 4                             | Felix Keisinger        | GER    | +1,43 s     |
| 5                             | Jevgeni Roekosoejev    | RUS    | +1,48 s     |
| 6                             | Nikita Tregoebov       | RUS    | +2,71 s     |
| 7                             | Tomass Dukurs          | LAT    | +2,82 s     |
| 8                             | Amedeo Bagnis          | ITA    | +3,18 s     |
| 9                             | Florian Auer           | AUT    | +3,43 s     |
| 10                            | Mattia Gaspari         | ITA    | +3,52 s     |
| 11                            | Samuel Maier           | AUT    | +3,81 s     |
| 12                            | Marcus Wyatt           | GBR    | +4,18 s     |
| 13                            | Vladyslav Heraskevytsj | UKR    | +4,26 s     |
| 14                            | Craig Thompson         | GBR    | +4,29 s     |
| 15                            | Austin Florian         | USA    | +4,36 s     |
| 16                            | Martins Dukurs         | LAT    | +4,38 s     |
| 17                            | Yun Sung-bin           | KOR    | +4,66 s     |
| 18                            | Ronald Auderset        | SUI    | +4,80 s     |
| 19                            | Daniil Romanov         | RUS    | +5,96 s     |
| 20                            | Jung Seung-gi          | KOR    | +6,82 s     |
| Niet geplaatst voor de 4e run |                        |        |             |
| 21                            | Mark Lynch             | CAN    |             |
| 22                            | Nathan Crumpton        | ASA    |             |
| 23                            | Matt Weston            | GBR    |             |
| 24                            | Kim Ji-soo             | KOR    |             |
| 25                            | Nicholas Timmings      | AUS    |             |
| 26                            | Basil Sieber           | SUI    |             |
| 27                            | Kyle Murray            | CAN    |             |
| 28                            | Mihai Daniel Pacioianu | ROU    |             |
| 29                            | Austin McCrary         | USA    |             |
| 30                            | Colin Freeling         | BEL    |             |
| 31                            | Jeff Bauer             | LUX    |             |
| 32                            | Akwasi Frimpong        | GHA    |             |
|                               | Ander Mirambell        | ESP    | DNS         |

| #                             | Naam                  | Land   | Tijd        |
| 4 runs                        | 4 runs                | 4 runs | 4 runs      |
| ----------------------------- | --------------------- | ------ | ----------- |
| Goud                          | Tina Hermann          | GER    | 3.52,97 min |
| Zilver                        | Jacqueline Lölling    | GER    | +0,11 s     |
| Brons                         | Jelena Nikitina       | RUS    | +1,68 s     |
| 4                             | Alina Tararytsjenkova | RUS    | +1,70 s     |
| 5                             | Sophia Griebel        | GER    | +1,70 s     |
| 6                             | Katie Uhlaender       | USA    | +1,91 s     |
| 7                             | Hannah Neise          | GER    | +1,94 s     |
| 8                             | Jane Channell         | CAN    | +1,98 s     |
| 9                             | Kim Meylemans         | BEL    | +2,68 s     |
| 10                            | Anna Fernstädt        | CZE    | +2,70 s     |
| 11                            | Kimberley Bos         | NED    | +2,91 s     |
| 12                            | Valentina Margaglio   | ITA    | +2,96 s     |
| 13                            | Joelia Kanakina       | RUS    | +3,40 s     |
| 14                            | Ashleigh Fay Pittaway | GBR    | +3,48 s     |
| 15                            | Laura Deas            | GBR    | +3,79 s     |
| 16                            | Janine Flock          | AUT    | +4,07 s     |
| 17                            | Nicole Rocha Silveira | BRA    | +4,76 s     |
| 18                            | Elisabeth Maier       | CAN    | +4,89 s     |
| 19                            | Kendall Wesenberg     | USA    | +4,91 s     |
| 20                            | Endija Tērauda        | LAT    | +6,02 s     |
| Niet geplaatst voor de 4e run |                       |        |             |
| 21                            | Agathe Bessard        | FRA    |             |
| 22                            | Alessia Crippa        | ITA    |             |
| 23                            | Brogan Crowley        | GBR    |             |
| 24                            | Sara Roderick         | USA    |             |

## Belgische deelname
| Mannen      | Colin Freeling     | 30e (30/29/29/-) |
| Vrouwen     | Kim Meylemans      | 09e (13/9/10/10) |
| Gemengdteam | Meylemans/Freeling | 11e (7/11)       |

## Nederlandse deelname
| Vrouwen | Kimberley Bos | 11e (12/18/6/5) |